# Yann Collette
 (septembre 2017).
Si vous disposez d'ouvrages ou d'articles de référence ou si vous connaissez des sites web de qualité traitant du thème abordé ici, merci de compléter l'article en donnant les références utiles à sa vérifiabilité et en les liant à la section « Notes et références ».
Pour les articles homonymes, voir Collette (homonymie).
Yann Collette est un acteur français, né à Cannes le 14 avril 1956.

## Biographie
Il perd l'usage de son œil gauche à l'âge de seize ans à la suite d'un sarcome. Condamné par la médecine, il survit et en garde un visage marqué, avec un œil enfoncé dans l'orbite.
Il se lance ensuite dans une carrière d'acteur. Après un bref passage au cours Simon, il étudie l'art dramatique à l'école de la rue Blanche à Paris. Yann Collette fonde, avec ses copains de la rue Blanche dont Pierre Pradinas et Catherine Frot, le théâtre du Chapeau rouge et participe à une dizaine de créations de cette compagnie dont Les Mains sales de Jean-Paul Sartre, Freaks Society d'Yves Navarre et Babylone d'Alain Gautré.
Son visage particulier lui vaut de tenir des rôles de personnages inquiétants. Dans le film La Maison assassinée, il interprète ainsi le rôle d'une gueule cassée de la Première Guerre mondiale. Son registre n'est pas limité à la seule exploitation de son physique. Il joue les plus grands personnages au théâtre : Othon, Madame de Sade, Iago, Baron de Touzenbach, Valmont, le Diable du Livre de Job, El Pelele, Bartleby, Winnie.
Georges Lautner lui offre son premier grand rôle au cinéma dans La Maison assassinée. Il tourne avec Jacques Rivette (Jeanne la Pucelle), Édouard Molinaro (Le Souper), Enki Bilal (Bunker Palace Hotel, Tykho Moon, Immortel), Manuel Flèche (Marie-Louise ou la permission), Philippe de Broca (Le Bossu), Philippe Garrel (J’entends plus la guitare), Robert Altman (Prêt-à-porter), Marc Caro (Dante 01), Bernie Bonvoisin (Les Démons de Jésus)...
Il tourne aussi pour la télévision, notamment dans Le Cri d'Hervé Baslé.
Il est membre du conseil d'administration du journal I/O Gazette depuis sa création en 2015.[réf. nécessaire]

## Filmographie[2]

### Cinéma
- 1979 : Le Gagnant de Christian Gion
- 1984 : L'Amour braque d'Andrzej Zulawski
- 1988 : La Maison assassinée de Georges Lautner : Patrice Dupin
- 1989 : Bunker Palace Hôtel d'Enki Bilal : Orsini
- 1989 : Embrasse-moi de Michèle Rosier : le voyageur
- 1991 : J'entends plus la guitare de Philippe Garrel : Martin
- 1992 : Rome Roméo d'Alain Fleischer : Quentin
- 1992 : Le Souper d'Édouard Molinaro : Jean Vincent
- 1993 : Personne ne m'aime de Marion Vernoux : Jean-Yves
- 1994 : Prêt-à-porter de Robert Altman : le coroner
- 1994 : Le Mangeur de lune de Dai Sijie
- 1994 : Jeanne la Pucelle de Jacques Rivette: Jean de Luxembourg
- 1995 : Marie-Louise ou la permission de Manuel Flèche
- 1995 : Pullman paradis de Michèle Rosier
- 1996 : Tykho Moon d'Enki Bilal : Alvin/Edward
- 1997 : Le Bossu de Philippe de Broca : Peyrolles
- 1997 : Les Démons de Jésus de Bernie Bonvoisin : Le flic Morizot
- 1998 : Cantique de la racaille de Vincent Ravalec : Gilles
- 2001 : Shimkent Hotel de Charles de Meaux : le consul
- 2004 : La Maison de Nina de Richard Dembo : le colonel de Marcieu
- 2004 : Immortel, ad vitam d'Enki Bilal : Froebe
- 2006 : Les Fragments d'Antonin de Gabriel Le Bomin : Orlac
- 2007 : Dante 01 de Marc Caro : Attila
- 2009 : La Journée de la jupe de Jean-Paul Lilienfeld : Bechet
- 2013 : Nos héros sont morts ce soir de David Perrault : Tom
- 2018 : Un couteau dans le cœur de Yann Gonzalez : inspecteur Morcini

### Télévision

#### Séries télévisées et téléfilms
- 1979 : Médecins de nuit de Pierre Lary, épisode : Les Margiis (série télévisée)
- 1980 : Julien Fontanes, magistrat épisode Par la bande de François Dupont-Midy
- 1981 : La ramandeuse de Gabriel Axel
- 1982 : La steppe de Jean-Jacques Goron
- 1983 : Le nécessaire des filles de Louis XV de Jean-Marc Soyez
- 1984 : Manipulations de Marco Pico
- 1988 : Marie Pervenche (1 épisode)
- 1992 : Peintures de guerre de Stéphane Kurc
- 1992 : La femme abandonnée d'Édouard Molinaro
- 1992 : Les Aventures du jeune Indiana Jones (1 épisode)
- 1993 : Antoine Rives (1 épisode)
- 1996 : L'huile sur le feu de Jean-Daniel Verhaeghe
- 1997 : Le cri du silence de Jacques Malaterre
- 1999 : Jésus de Serge Moati
- 1999 : Pepe Carvalho (1 épisode)
- 2000 : Boulevard du Palais (1 épisode)
- 2000 : B.R.I.G.A.D. (1 épisode)
- 2002 : Le Jeune Casanova de Giacomo Battiato
- 2003 : L'Adieu de François Luciani
- 2005 : Le Cri de Hervé Baslé
- 2011 : Le Repaire de la vouivre de Edwin Baily
- 2011 : La Très excellente et divertissante histoire de François Rabelais d'Hervé Baslé
- 2011 : Quand la guerre sera loin de Olivier Schatzky
- 2020 : Dérapages de Ziad Doueiri
- 2021 : Paris Police 1900 de Julien Despaux

## Théâtre
- 1975 : L'Intervention de Victor Hugo, mise en scène Pierre Pradinas, théâtre de l'Alliance française
- 1975 : Freaks Society d'Yves Navarre, mise en scène Pierre Pradinas, Espace Cardin
- 1977 : Place de Breteuil d'Alain Gautré, mise en scène Pierre Pradinas, théâtre du Chapeau rouge, Avignon
- 1977 : FK pour Franz Kafka de Daniel Tonnachella, mise en scène Stéphan Boublil, théâtre du Chapeau rouge, Avignon
- 1977 : Punk Rat's ou Seuls les rats survivront de Jacky Pop, mise en scène Daniel Jégou, théâtre Marie Stuart
- 1978 : Punk Rat's ou Seuls les rats survivront théâtre Mouffetard
- 1978 : Babylone d'Alain Gautré, mise en scène Pierre Pradinas, théâtre du Chapeau Rouge, Avignon, théâtre de la Tempête
- 1978 : Rude Journée en perspective de Yann Collette, mise en scène Pierre Pradinas, théâtre du Lucernaire
- 1980 : Le Voyage immobile de A. Campo, Studio d'Ivry
- 1981 : La Tempête de William Shakespeare, mise en scène François Barthélemy, Jean-Michel Déprats, François Marthouret, théâtre Gérard Philipe
- 1982 : Schliemann, épisodes ignorés de Bruno Bayen, mise en scène de l'auteur, théâtre national de Chaillot
- 1982 : Gevrey-Chambertin d'Alain Gautré et Pierre Pradinas, mise en scène Pierre Pradinas, théâtre de l'Est parisien
- 1983 : La Robe de chambre de Georges Bataille de Richard Foreman, théâtre de Gennevilliers
- 1984 : Othon de Corneille, théâtre de Gennevilliers
- 1984 : Faut-il choisir ? Faut-il rêver ? de Bruno Bayen, mise en scène de l'auteur, théâtre national de Chaillot
- 1986 : Madame de Sade de Yukio Mishima, mise en scène Sophie Loucachevsky, théâtre national de Chaillot, théâtre national de Strasbourg, théâtre de l'Athénée-Louis-Jouvet
- 1986 : Voyages Afrique-Antilles de Michel Leiris, mise en scène Jean Dautremay, Festival d’Avignon
- 1986 : Mots à mots de Michel Leiris, mise en scène Jean Dautremay, Festival d’Avignon
- 1987 : Je t'embrasse pour la vie d'après Lettres à des soldats morts, mise en scène Jean-Louis Martinelli, théâtre de l'Athénée-Louis-Jouvet, théâtre national de Strasbourg, Festival de Martigues
- 1987 : Œdipe à Colone de Sophocle, mise en scène Bruno Bayen, festival d'Hammamet, Festival d'Avignon
- 1988 : Quartett d'Heiner Müller, mise en scène Jean-Louis Martinelli, théâtre de Lyon, CDN Toulouse, Caen, festival de Karlsruhe
- 1989 : Quartett d'Heiner Müller, mise en scène Jean-Louis Martinelli, théâtre des Treize Vents, théâtre de l'Athénée-Louis-Jouvet
- 1990 : La Veuve de Corneille, mise en scène Christian Rist, théâtre de l'Athénée-Louis-Jouvet, théâtre des Treize Vents, théâtre national de Strasbourg
- 1990 : O.P.A. Mia Théâtre musical, mise en scène André Engel, Festival d’Avignon
- 1991 : Richard II de William Shakespeare, mise en scène Éric Sadin, théâtre de l'Athénée-Louis-Jouvet
- 1991 : Phèdre de Marina Tsvetaïeva, mise en scène Sophie Loucachevsky, théâtre de l'Athénée-Louis-Jouvet
- 1991 : Indices terrestres de Marina Tsvetaïeva, mise en scène Éric Didry, théâtre de l'Athénée-Louis-Jouvet
- 1991 : Par hasard de Honoré de Balzac, Gaston Couté, Charles-Ferdinand Ramuz et Marina Tsvetaïeva, mise en scène Sophie Loucachevsky, Rencontres d'été de la chartreuse de Villeneuve-les-Avignon
- 1991 : Britannicus de Racine, mise en scène Alain Françon, théâtre des Nuages de neige Annecy, théâtre des Treize Vents
- 1992 : Légendes de la forêt viennoise d'Ödön von Horváth, mise en scène André Engel, MC93 Bobigny
- 1994 : Les Trois Sœurs d'Anton Tchekov, mise en scène Matthias Langhoff, théâtre de la Ville
- 1995 : Voyage au pays sonore ou l'art de la question de Peter Handke, mise en scène Jean-Claude Fall, théâtre Gérard Philipe
- 1996 : Slaves de Tony Kushner, mise en scène Jorge Lavelli, théâtre national de la Colline
- 1997 : La Force de l'habitude de Thomas Bernhard, mise en scène André Engel, théâtre Vidy-Lausanne, MC93 Bobigny
- 1998 : Morphine de Mikhaïl Boulgakov, mise en scène Patrick Sommier, théâtre national de Strasbourg, théâtre de Nice
- 1999 : Miroirs noirs d’Arno Schmidt, mise en scène Patrick Sommier, théâtre des Treize Vents, théâtre de Nice
- 1999 : La Fuite en Égypte de Bruno Bayen, mise en scène de l'auteur, théâtre de Gennevilliers
- 2000 : La Journée des dupes de Philippe Haïm, mise en scène Benoît Lavigne, Festival d'Avignon off
- 2000 : L'Affaire de la rue de Lourcine d'Eugène Labiche, mise en scène Jean-Baptiste Sastre, théâtre Nanterre-Amandiers
- 2001 : La Tragédie d'Othello, le Maure de Venise de William Shakespeare, mise en scène Dominique Pitoiset, théâtre national de Bretagne, théâtre La Criée
- 2001 : Miroirs noirs d'Arno Schmidt, mise en scène Patrick Sommier, MC93 Bobigny
- 2003 : El Pelele de Jean-Christophe Bailly, mise en scène Georges Lavaudant, Odéon-Théâtre de l'Europe Ateliers Berthier
- 2003 : Le Jugement dernier d'Ödön von Horváth, mise en scène André Engel, Odéon-Théâtre de l'Europe, ateliers Berthier
- 2004 : Le Jugement dernier d'Ödön von Horváth, mise en scène André Engel, théâtre La Criée, Odéon-Théâtre de l'Europe, ateliers Berthier
- 2004 : Bartleby d'Herman Melville, mise en scène David Géry, théâtre de la Tempête
- 2004 : Ohne de Dominique Wittorski, mise en scène de l'auteur, théâtre des 2 Rives
- 2005 : Dieu grammairien d'après Jean-Pierre Brisset, mise en scène Yann Collette, L'Amphithéâtre à Pont-de-Claix
- 2006 : L'Élégant Profil d'une Bugatti sous la lune de Jean Audureau, mise en scène Serge Tranvouez, Comédie-Française au théâtre du Vieux-Colombier
- 2007 : Le Jugement dernier d’Ödön von Horváth, mise en scène André Engel, Odéon-Théâtre de l'Europe, ateliers Berthier
- 2007 : Le Misanthrope de Molière, mise en scène Lukas Hemleb, Comédie-Française, salle Richelieu
- 2007 : L'Orestie d'Eschyle, mise en scène David Géry, théâtre de la Commune
- 2008 : L'Affaire de la rue de Lourcine d'Eugène Labiche, mise en scène Jérémie Lippmann, Pépinière Théâtre
- 2008 : American Buffalo de David Mamet, mise en scène Emmanuel Meirieu, théâtre des Célestins
- 2008 : Rêve d'automne de Jon Fosse, mise en scène David Géry, théâtre de l'Athénée-Louis-Jouvet
- 2010 : Un tramway d'après Un tramway nommé Désir de Tennessee Williams, mise en scène Krzysztof Warlikowski, Odéon-Théâtre de l'Europe
- 2011 : Oh les beaux jours de Samuel Beckett, mise en scène Blandine Savetier, comédie de Béthune
- 2011 : Un tramway d'après Un tramway nommé Désir de Tennessee Williams, mise en scène Krzysztof Warlikowski, en tournée en France (Adélaïde en mars 2012), Odéon-Théâtre de l'Europe
- 2012 : Oh les beaux jours de Samuel Beckett, mise en scène Blandine Savetier, théâtre de la Commune
- 2013 : La femme gauchère de Peter Handke, mise en scène Christophe Perton, théâtre du Rond-Point
- 2013 : La Double Mort de l’horloger d'Ödön von Horváth, mise en scène André Engel, théâtre national de Chaillot
- 2014 : Souterrain blues de Peter Handke, mise en scène Xavier Bazin, Festival d'Avignon
- 2015 : Souterrain blues de Peter Handke, mise en scène Xavier Bazin, studio Hébertot
- 2016 : Monsieur Kaïros de Fabio Alessandrini, théâtre du Lucernaire
- 2017 : Une hache pour briser la mer gelée en nous de Noëlle Renaude, mise en scène Grégoire Strecker, théâtre des Amandiers

## Opera
- 2025 : Don Carlos de Giuseppe Verdi, Opéra national de Paris, Charles Quint

## Radio
- 1977 - Le langage des amoureux,  de Bernard Da Costa Les tréteaux de la nuit. France Inter, Réalisateur Georges Gravier, avec Yves Vincent, Jacqueline Gauthier, Jacques Ferrière, Georges Lucas, Yann Collette, Jean Amos, Julien Thomast, Alain Pelier, Gilles Guillot, Dominique Paquet, Maria May, Marie-Anne Leverbe

## Anecdotes
Jouant le rôle d'un assassin novice en 1988 dans l'un des épisodes de la série Marie Pervenche, Un ressort diabolique, il s'entend répliquer par l'héroïne de la série : « Mais enfin, vous auriez pu m'éborgner... », puis celle-ci se retournant vers lui et s'apercevant de son infirmité lui dit : « Oh, pardon ! »